# بيب إكستريم سلسلة القتال
بيب إكستريم سلسلة القتال (بالإنجليزية: BYB Extreme Fighting Series)‏ والمعروفة اختصاراً بـ بيب (بالإنجليزية: BYB)‏، هي ترقية أمريكية مختص لترويج الملاكمة عارية الأيادي مقرها ميامي، فلوريدا الولايات المتحدة. تأسست في عام 2015 من قبل مقاتل ظافر هاريس. تقام معارك BYB في حلبة أو قفص "Trigon" والذي يعتبره أصغر سطح قتالي في الرياضات القتالية.